# Allégorie de la caverne

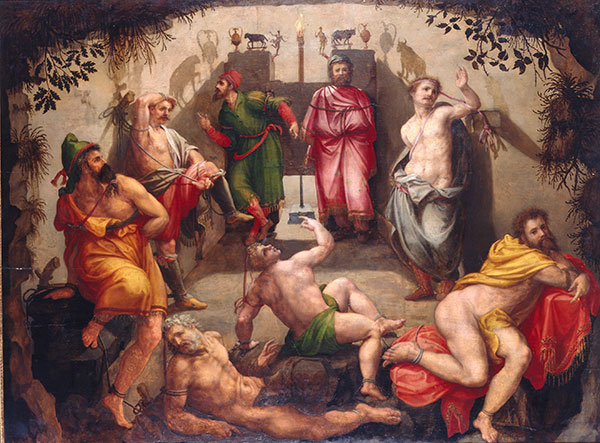
La Grotte de Platon, attribué à Michiel Coxcie, milieu du XVIe siècle.
Huile sur bois de peuplier.
Musée de la Chartreuse, Douai.

L’allégorie de la caverne est une allégorie exposée par Platon dans La République. Elle expose en termes imagés les conditions d'accession de l'humain à la connaissance du Bien, au sens métaphysique du terme, ainsi que la transmission de cette connaissance.
L'allégorie met en scène des humains enchaînés et immobilisés dans une caverne. Ils tournent le dos à l'entrée et voient non pas les objets, mais les ombres des objets qui passent devant cette entrée et sont projetées contre le mur. Ils croient voir la réalité, alors qu'ils n'en voient qu'une projection.

## Présentation générale

### Contenu
L'allégorie de la caverne est un des récits les plus célèbres de l’œuvre de Platon, avec le mythe d'Er et la légende de l'anneau de Gygès. L'allégorie de la caverne est évoquée dans le Livre VII de La République. L'allégorie de la caverne est introduite par Socrate afin de faire comprendre à ses interlocuteurs la nature de l'Idée de Bien et, malgré sa portée ontologique et épistémologique, elle est inséparable du contexte politique et éthique de La République.
L'allégorie fonctionne sur une opposition entre la demeure souterraine (sans lumière) et le « monde d'en haut », celui où la lumière naturelle brille. Le premier lieu est celui de l'enfermement, de l'ignorance et des apparences, quand le deuxième est celui de la liberté, du savoir, du réel éclairé par la raison. 
L'allégorie de la caverne est parfois appelée mythe de la caverne. Cela est toutefois une appellation impropre. Il s'agit plutôt d'une expérience de pensée.

### Inspiration
Selon toute vraisemblance, Platon s'est inspiré de mythes et récits antérieurs pour créer l'allégorie de la caverne. Il semblerait que les principaux éléments de cette allégorie faisaient partie des enseignements pythagoriciens (tout comme le mythe d'Er le Pamphylien). Platon emprunte plusieurs éléments aux traditions orphiques et pythagoriciennes.
En ce qui concerne les conceptions qu'il exprime dans le Timée ; la tradition propagée par Diogène Laërce voudrait que Platon ait acheté ses livres à l'un des derniers philosophes de l'école pythagoricienne décimée, le philosophe Philolaos de Crotone. En effet, Pythagore a suivi les enseignements de Phérécyde de Syros, qui enseignait dans une caverne. Pythagore « aurait vécu dans une grotte, où se réunissaient vingt-huit disciples : elle évoque la caverne de son maître Phérécyde. (…) ». Porphyre rappelle que, pour les pythagoriciens, la grotte symbolise le monde réel. Selon les différentes hypothèses examinées par Robert Baccou, auteur d'une traduction de la République, le Livre VII aurait probablement été écrit par Platon après un voyage en Sicile, ce qui correspond à la période de l'achat évoqué ci-dessus des livres à Philolaos de Crotone.

### Contexte
À l'époque de Platon, Athènes est sur le déclin, et la constitution démocratique est mise en cause après le drame consécutif à la bataille des Arginuses, la défaite à Aigos Potamos en 405 av. J.-C. puis la paix d'Antalcidas en 386 av. J.-C. Le siècle de Périclès est loin, la cité voit son modèle démocratique perverti, et la tyrannie des Trente s'est installée quand Platon avait vingt-trois ans, avec son lot de confiscations, de bannissements et de massacres. Cette démocratie ne le satisfait pas depuis la condamnation et la mort de Socrate en 399 av. J.-C. (voir Procès de Socrate) et le succès des sophistes. On peut lire le texte de Platon comme une critique de sa propre cité, dont il stigmatise les défauts ; il a mesuré la corruption générale, l'impuissance et l'injustice de l'oligarchie aussi bien que de la démocratie athénienne.

## Résumé

Schéma du concept de l'allégorie de la caverne.

Des humains sont enchaînés dans une « demeure souterraine », en forme de caverne. Ils le sont depuis leur naissance, de telle sorte qu'ils n'ont jamais vu directement la source de la lumière du jour, c'est-à-dire le soleil ; ils n'en connaissent que le faible rayonnement qui parvient à pénétrer jusqu'à eux. Ainsi, des choses et d'eux-mêmes, ils ne connaissent que les ombres projetées sur les murs de leur caverne par un feu allumé derrière eux. Des sons, ils ne connaissent que les échos. Ces personnes ont l'air différentes de nous, et pourtant, observe Glaucon, l'interlocuteur de Socrate : « elles nous ressemblent ».
Que se passerait-il si l'un d'eux est libéré de ses chaînes, et accompagné de force vers la sortie ? D'abord, il sera cruellement ébloui par une lumière qu'il n'a pas l'habitude de supporter, ce qui le fera souffrir. Il résistera et ne parviendra pas à percevoir ce que l'on veut lui montrer. Alors, « ne voudra-t-il pas revenir à sa situation antérieure » ? S'il persiste, il s'accoutumera. Il pourra voir « le monde supérieur », ce que Platon désigne comme « les merveilles du monde intelligible ».
L'humain pourra alors prendre conscience de sa condition antérieure. Il pourra ensuite se faire violence, et retourner dans la caverne, auprès de ses semblables, pour leur apporter sa connaissance de ce qu'il y a dans le monde supérieur. Mais ceux-ci, incapables d'imaginer ce qui lui est arrivé, le recevront très mal et refuseront de le croire. Platon conclut l'allégorie sur une question : « Ne le tueront-ils pas ? ».

## Analyse littéraire

### Analogie du soleil
Platon a recours à trois figures de rhétorique dont les deux premières ont un caractère introductif à la troisième, l'allégorie de la caverne. Il s'agit de l'analogie du soleil (508 a - 509 d) et du symbole de la ligne (509 d - 511 e) dans le livre VI, analogies qui expliquent la signification ontologique, épistémologique et métaphysique de l'allégorie de la caverne. L'astre lumineux est ici le symbole de « l'idée du bien » (ἠ τοῦ ἀγαθοῦ ἰδέα). Le soleil est ainsi la « source de la science et de la vérité en tant qu'elles sont connues ». Cela est explicitement posé par Socrate (508 e).

### Champ sémantique de la vision
L'allégorie de la caverne se fonde, dans le texte grec, sur le champ sémantique de la vision. Le premier mot que Socrate utilise pour commencer l'allégorie est « regarde ! » (ide), une injonction en rapport avec la vue. Glaucon, plongé dans la représentation de la caverne, fait savoir à Socrate qu'il voit ce qu'il lui narre (« Je vois », horô). Socrate qualifie enfin l'allégorie d'« image » (eikon).

### Dualités
Platon émaille l'allégorie d'un jeu d'oppositions entre le monde sensible et le monde intelligible ; le monde du corps et des perceptions sensibles est opposé au monde de l'intellect et de la connaissance abstraite, soit l'ombre et la lumière. La caverne symbolise le monde sensible, qui est bas, et n'est qu'apparence ; c'est celui où les sens sont utilisés pour acquérir ce que l'on croit être un savoir. Ces ombres sont comme ces fausses valeurs chargées de prestige social auxquelles les hommes attachent beaucoup de prix, mais qui ne sont qu'illusions. Il en est ainsi des vains semblants de justice dont on débat dans l'ombre menteuse des tribunaux avec « des gens qui n'ont jamais vu la justice en soi » (517 e).
Cela permet à Platon de dévaloriser le sensible au profit du monde supérieur, celui où le soleil éclaire tout, où l'intellect est utilisé pour atteindre la vérité des choses en soi.

## Analyse philosophique

### Thèse métaphysique: difficulté d'accès aux choses en soi
La première thèse de l'allégorie de la caverne est d'ordre métaphysique, car elle concerne la valeur de vérité que l'homme peut accorder à ce qu'il perçoit par ses sens. Platon dévalorise l'accès sensible à la connaissance, car le sensible ne permet de toucher que l'apparence phénoménale et non la chose en soi. Le message le plus fort de Platon est donc de ne pas prendre pour vraies les données de nos sens. Ceux-ci sont trompeurs, et font écran à une saisie adéquate du réel, qui ne peut se voir réduit à l'échelle humaine des sens. Seule l'intelligence rationnelle permet d'accéder à la réalité, selon Platon. 
Platon met en évidence la difficulté des hommes à changer leurs conceptions des choses, leurs résistances au changement. Il s'attaque donc à l'emprise des idées reçues, à la force des préjugés formés par l'habitude, qui obscurcissent la vision. La Caverne reflète la situation initiale de la condition humaine dans son ensemble (et non l'aveuglement de quelques individus isolés), et en sortir consiste donc à faire en sorte que sa propre pensée (son âme, dirait Platon) apprenne à passer de l'opinion non examinée (ou doxa, fournie spontanément par les sens et les préjugés) au savoir (ou épistémè, connaissance), le savoir ayant pour particularité de s'appuyer d'une part sur des définitions vraies (et toujours vraies, capables de saisir d'immuables essences ou Idées) et d'autre part sur un raisonnement logique, capable, selon Platon, de rendre raison de lui-même. 

### Thèse axiologique: théorie du Bien absolu
Par l'allégorie de la caverne, le philosophe expose sa théorie du Bien absolu. Platon mobilise, comme montré plus haut, des procédés littéraires et un jeu d'opposition permanente qui permet de séparer le monde inférieur du monde dit « supérieur » (517 b). Le philosophe explique qu'accéder à ce monde est difficile : en effet, « la montée de l'âme dans le monde intelligible » (τὴν εἰς τὸν νοητὸν τόπον τῆς ψυχῆς ἄνοδον) nécessite une ascension courageuse avec une progression prudente. S'il le pouvait, le prisonnier tendrait spontanément à revenir vers ses habitudes familières : la raison exige un effort, représenté dans l'allégorie comme des périodes d'aveuglement, où la lumière de la vérité brouille la vue, et où le vrai apparait dans un premier temps comme moins vrai que l'illusion que le prisonnier quitte, comme un arrachement. Au fond, il est délivré de force, par la contrainte qu'exerce implacablement la raison. 
Les yeux sont, rapporte Socrate, troublés par le passage de l'obscurité de la caverne à la lumière, car le Bien n'est pas aisé à saisir lorsqu'on n'a connu que les apparences et la tromperie. L'humain régulièrement se trompe de bien : en visant un objet qu'il considère bon pour lui, le plus souvent il ne vise au fond que l'agréable, le plaisir, l'avantageux, mais ceux-ci peuvent s'avérer n'être qu'une apparence de Bien. Ainsi, « l'idée du bien, il faut la voir pour se conduire avec sagesse soit dans la vie privée, soit dans la vie publique » (517 c.).

### Thèse épistémologique: faculté dialectique comme moyen de la connaissance du Bien
L'allégorie de la caverne est le moment d'une réflexion épistémologique sur la manière dont la connaissance, et notamment la connaissance la plus importante, celle du Bien, peut être fondée. Le philosophe s'échappe de la caverne grâce à l'exercice de la dialectique, « sans le support d'aucune perception des sens » (532 a). À mesure que son regard s'habitue à la lumière vive du monde des Idées, il parvient « au terme de l'intelligible » (532 b). À ce moment-ci le prisonnier délivré s'est véritablement libéré, c'est-à-dire qu'il a fait retour sur son expérience toute progressive (autrement dit son éducation, qui est pour Platon une éducation du regard vers le Bien) et comprend ce que représente le Bien (le Soleil) et son rôle causal et moral éminent. À ce moment seulement, l'homme est profondément heureux et "se félicite du changement". Il pense aux autres (autrefois ses proches, les siens, devenus lointains, restés eux-mêmes sans toutefois véritablement connaître et se connaître) : ils sont restés en arrière, immobiles dans la Caverne, vissés aux croyances qui y règnent. 
Selon Platon, seule la faculté dialectique a pour terme la connaissance du bien (533 c - d). Le philosophe vient en témoigner par des interrogations permanentes, auxquelles Platon se livre tout au long de l'œuvre, ce qui lui permet d'accéder à l'acquisition des connaissances associées au monde des Idées.
Le philosophe est en cela comme le prisonnier de la caverne qui accède à la réalité, mais qui, lorsqu'il s'évertue à partager son expérience avec ses contemporains, revenant vers eux, se heurte à leur incompréhension, conjuguée à l'hostilité des personnes bousculées dans le confort illusoire de leurs habitudes de pensée.

### Thèse éthique: le devoir du philosophe
L'allégorie de la caverne permet à Platon, à travers le discours de Socrate, de définir le devoir du philosophe au sein de la communauté des hommes. Le philosophe, comme l'homme libéré, a pour mission de montrer aux prisonniers leurs erreurs. Ces derniers discourent sans fin sur les ombres, persuadés qu'elles sont la seule réalité ; ils ont besoin d'un tuteur, qui détruise leurs préjugés et les aide à poser un fondement solide au savoir.
Le philosophe souffre toutefois, lorsqu'il redescend dans la caverne, d'un manque de crédibilité. En effet, il est, d'abord, déboussolé, et a besoin de temps pour se réadapter. Il est donc fort mal reçu par ces mi-aveugles qui ne croient pas en l'existence du monde des Idées, pourtant le véritable monde. Ils ne peuvent comprendre dès ce moment-là que l'être humain est une âme bien plus qu'un corps, alors que l'être humain est bien une âme immortelle appartenant au monde des Idées, une âme enchaînée dans un corps prisonnier des apparences sensibles.
Il s'agit aussi de tirer un ensemble d'enseignements portant sur les relations d'une personne qui sait avec celles qui ne savent pas. Platon fait notamment la démonstration de la difficulté qu'il y a à apprendre et à enseigner. Par extension, le philosophe établit le lien avec les relations à l'autorité, la soumission, la rébellion et la fuite.

### Thèse ontologique: la nature humaine et le déni de réalité
Une des raisons de la postérité et de la fécondité de l'allégorie de la caverne tient à son caractère éternel. Platon montre que les hommes, enchaînés, ne « peuvent voir que devant eux », et que les certitudes, convictions et préjugés sont difficiles à remettre en cause. Cela constitue le propre de l'humain, et rend donc l'exercice de la philosophie toujours nécessaire.
La philosophie est d'autant plus nécessaire, pour Socrate, qu'il n'est pas naturel pour l'homme d'avoir si brutalement les yeux brûlés par la lumière du soleil. Le déni de réalité est ainsi la première étape de la confrontation violente de l'esprit humain à l'inattendu : l'annonce d'une rupture, d'un rejet, d'une transformation radicale des habitudes aussi évidentes que, « confortables ». Platon dénonce le conformisme intellectuel dans lequel les habitudes d'opinion sont considérées à tort comme normes représentatives de la condition humaine.
Le philosophe poursuit son développement de l'allégorie. À la découverte du monde réel, la perplexité du prisonnier est naturellement grande. La réalité perçue avec plus de justesse ne saurait lui apparaître que « fort douteuse et incertaine » (René Descartes, Méditations métaphysiques).

## Articulation avec l'argumentation de Platon

### Allégorie de la caverne et cité idéale (kallipolis)
Platon utilise l'allégorie de la caverne pour ensuite embrayer sur son exposé de la cité idéale. La cité juste et belle que Platon théorise n'est pas de ce monde, mais c'est bien dans notre monde à nous que Platon entend réaliser le plus qu'il pourra de cette cité parfaite. La cité idéale est à l'image de la justice dans l'âme des individus, socialement harmonieuse, chaque groupe social y étant à sa place. La cité idéale est ainsi « une métaphore, image grossie de l'âme, et aussi une étude de l'harmonie propre aux rapports sociaux ».
Or, cette cité parfaite n'est possible que si un philosophe, le meilleur parmi les gardiens, prend le contrôle de l'État (thèse du philosophe roi). Selon la formule de Platon, il faut que les rois se fassent philosophes, ou les philosophes se fassent rois. Cela rejoint le propos de l'allégorie de la caverne, selon laquelle le philosophe répond à une exigence très forte en qualités humaines et intellectuelles, de telle manière que les prétendants au titre de philosophe, et de guide de la Cité, sont rares à pouvoir satisfaire les critères.
Pour que les philosophes disposent des compétences nécessaires pour diriger la Cité, en effet, il faut d'abord que s'opère en eux une conversion spirituelle (ψυχῆς περιαγωγή). Selon Platon, « il s'agit de tourner l'âme du jour ténébreux vers le vrai jour » (521 c), cette conversion de « l'œil de l'âme », « de la partie la plus noble de l'âme » (ὲπαναγωγή τοῦ βελτίστου ὲν ψυχῆ) est répétée maintes fois par Platon (518 c-d, 532 b, 533 d) ; puis, il faudra « monter par le raisonnement pur, dépouillé de toute trace de sensation, jusqu'aux réalités intelligibles », et parvenir à la connaissance des Idées, et plus particulièrement de l'Idée de Bien, « cause universelle de toute rectitude et de toute beauté » (517 c). Encore faudra-t-il éviter les dangers de la dialectique : car elle peut conduire au scepticisme ou au cynisme si elle est mal pratiquée ou pratiquée trop tôt par des jeunes gens qui s'en font un jeu.
Platon en vient donc à démontrer que les dirigeants de la cité doivent être formés pour ne venir au pouvoir que par nécessité, (έπ΄άναγκαίον), par devoir, et non par l'attrait que peut représenter l'exercice de l'autorité : « Il ne faut pas que les amoureux du pouvoir lui fassent la cour, autrement il y aura des luttes entre prétendants rivaux (521 b)  ».

### Allégorie de la caverne et théorie des Idées
Platon utilise l'allégorie de la caverne pour préparer sa principale théorique épistémologique qu'est la théorie des Idées. Dans un monde changeant où toutes les formes sont imparfaites, la régularité des choses ne peut provenir que de l'existence d'un moule commun : l'Idée, par exemple, l'Idée du cheval, l'Idée de l'homme, l'Idée de la justice, etc. Cette théorie est dualiste, car elle sépare la réalité en deux parties bien distinctes[citation nécessaire]. Elle est idéaliste, car elle fait primer le monde intelligible (le Ciel des Idées) sur le monde sensible (le Monde matériel). Enfin elle est réaliste, car les Idées existent indépendamment de nous qui les concevons, formant ensemble la seule véritable réalité. Elle forme une ontologie (théorie de l'être) qui aura une influence considérable et qui sera aussi extrêmement critiquée.

## Débats

### Allégorie de la caverne contre mythe de la caverne
Si ce récit est aujourd'hui principalement qualifié d'allégorie, la qualification adéquate à apporter au récit a longtemps fait débat. Le terme de mythe lui a longtemps été préféré. Jean-François Mattéi s'est ainsi prononcé sur le sujet :

« Écartons tout de suite une difficulté préliminaire : doit-on parler de mythe ou d’allégorie de la caverne ? La question a été longuement débattue par les commentateurs modernes jusqu'à ce que le terme d'« allégorie » finisse aujourd'hui par l'emporter. »

— Jean-François Mattéi.

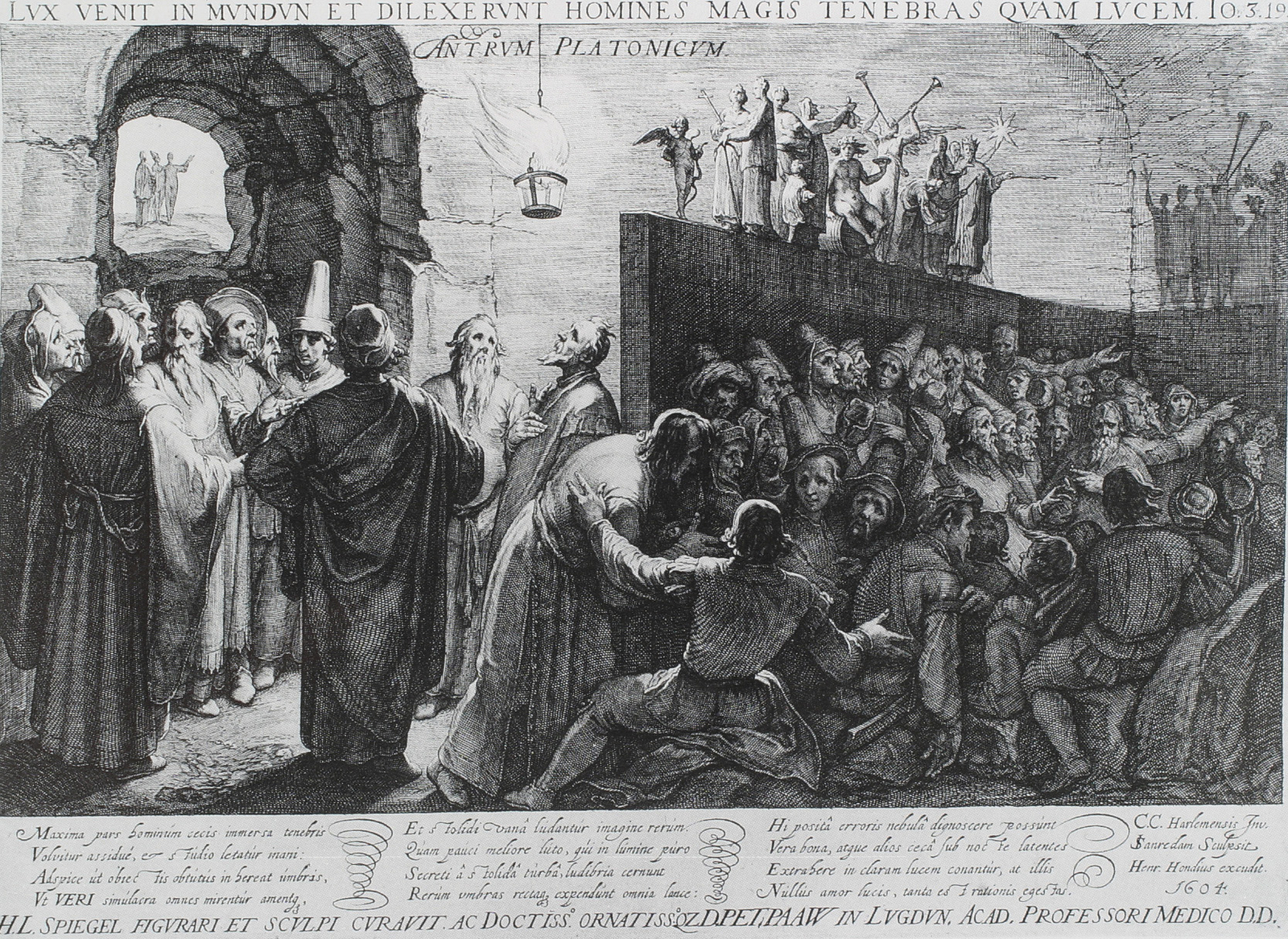
Allégorie de la caverne par Pieter Jansz Saenredam.

La phrase introductive établit clairement la nature allégorique (c’est-à-dire métaphorique) du propos. Socrate dit à Glaucon : « Représente-toi de la façon que voici l'état de notre nature relativement à l'éducation et à l'ignorance ». Cet état du savoir ou de l'ignorance se comprend par rapport au symbole de la ligne qui précède immédiatement cette phrase introductive : au livre VI (509 d - 511 e), Platon a défini les quatre objets de connaissance dont se compose l'univers, dans l'ordre du visible et dans l'ordre de l'intelligible. L'allégorie de la caverne tire de cette division en quatre segments les conséquences relatives à l'éducation : les connaissances de l'homme sans éducation se bornent au domaine des images et des opinions (είκόνες, δοξαστά) ; l'homme éduqué accède aux objets intelligibles inférieurs (en grec νοητά) ; seul le dialecticien s'élève jusqu'aux objets intelligibles supérieurs.
Néanmoins on découvre, dans d'autres dialogues, notamment dans le Phédon, que Socrate considère le monde sensible comme la prison de l'âme. Quant au monde intelligible, auquel peut accéder l'âme par la philosophie, il est la seule réalité authentique. L'allégorie de la caverne est pour Platon plus qu'une simple métaphore, mais non un mythe,, ce dernier concernant plus généralement, à la différence de l'allégorie, des dieux, héros ou personnages légendaires, ou bien relatant des événements ayant lieu en dehors de l’existence terrestre. Il s'agit d'une représentation de la réalité de ce que peut vivre une personne ayant fait son chemin de réflexion, d'élévation d'elle-même, c'est-à-dire son propre parcours initiatique qu'elle ne doit pas réserver pour elle-même, mais qu'elle doit savoir offrir aux autres, jusque dans l'accomplissement d'un devoir auprès de ses semblables, devoir de prise de responsabilités publiques.

### Allégorie de la caverne comme allégorie de la libération face au conditionnement
L'allégorie de la caverne propose une réflexion sur les préjugés et le conditionnement des esprits. Platon invite en effet ses contemporains à rejeter toutes formes d'idées reçues et à se montrer vigilants sur ce qui est tenu pour vrai, et donc, sur ce qui est parfois imposé comme étant la vérité. Cela rejoint sa méfiance à l'égard des rois qui ne sont pas philosophes.
Le philosophe met l'accent sur l'esprit de responsabilité qui doit animer les citoyens, puisque les prisonniers de la caverne représentent ceux qui préfèrent ne pas s'interroger ni remettre en cause l'ordre établi. Le philosophe est celui qui prend le risque de partage la vérité à laquelle il a accédé.
Plusieurs auteurs ont été inspirés par l'allégorie de la caverne, tels que Pierre Abélard, Jean de Salisbury avec le theatrum mundi, Edwin Abbott Abbott (auteur de Flatland), ou encore Cervantes (Don Quichotte). A un autre niveau, Antoine de Saint-Exupéry y fait référence dans Lettre à un otage, où il écrit que « C'est toujours dans les caves de l'oppression que se préparent les vérités nouvelles ».
Plus récemment Franck Pavloff (auteur de Matin Brun) ou encore José Saramago, avec son roman La Caverne, ont mis le thème en avant. Le livre Matrix, machine philosophique consacre un chapitre à l'interprétation de la trilogie Matrix comme une version de science-fiction de cette allégorie de la caverne.
Le philosophe Alain Badiou a commenté et interprété l'allégorie de la caverne dans le chapitre 11 de son livre La République de Platon. Il applique ses leçons aux  représentations fallacieuses du réel qui seraient produites par les médias : 
« Imaginez une gigantesque salle de cinéma. En avant l'écran, qui monte jusqu'au plafond, mais c'est si haut que tout ça se perd dans l'ombre, barre toute vision d'autre chose que de lui-même. La salle est comble. Les spectateurs sont, depuis qu'ils existent, emprisonnés sur leur siège, les yeux fixés sur l'écran, la tête tenue par des écouteurs rigides qui leur couvrent les oreilles. Derrière ces dizaines de milliers de gens cloués à leur fauteuil, il y a, à hauteur des têtes, une vaste passerelle de bois, parallèle à l'écran sur toute sa longueur. Derrière encore, d'énormes projecteurs inondent l'écran d'une lumière blanche quasi insupportable. […] Sur la passerelle circulent toutes sortes d'automates, de poupées, de silhouettes en carton, de marionnettes, tenus et animés par d'invisibles montreurs ou dirigés par télécommande. Passent et repassent ainsi des animaux, des brancardiers, des porteurs de faux, des voitures, des cigognes, des gens quelconques, des militaires en armes, des bandes de jeunes des banlieues, des tourterelles, des animateurs culturels, des femmes nues… Les uns crient, les autres parlent, d'autres jouent du piston ou du bandonéon, d'autres ne font que se hâter en silence. Sur l'écran on voit les ombres que les projecteurs découpent dans ce carnaval incertain. Et, dans les écouteurs, la foule immobile entend bruits et paroles.
[…]  Ils n'ont donc aucune autre perception du visible que la médiation des ombres, et nulle autre de ce qui est dit que celle des ondes. Si même on suppose qu'ils inventent des moyens de discuter entre eux, ils attribuent nécessairement le même nom à l'ombre qu'ils voient qu'à l'objet, qu'ils ne voient pas, dont cette ombre est l'ombre […] Ils n'entendent que la copie numérique d'une copie physique des voix humaines. »

### Allégorie de la caverne et difficulté de l'enseignement
L'allégorie de la caverne (et une partie de la République) est aussi une réflexion sur l'enseignement et la transmission du savoir. Socrate est sans ambiguïté sur le sujet dès la première phrase du Livre VII, où il débat explicitement de la transmission des connaissances. Il y précise aussi la façon pédagogique : « L'homme libre ne doit rien apprendre en esclave (…) Les leçons que l'on fait entrer de force dans l'âme n'y restent point » (536 e). Alors, comment enseigner et comment apprend-on le mieux ? Socrate donne une injonction : « Fais en sorte que (les enfants) s'instruisent en jouant : tu pourras par là mieux discerner les dispositions naturelles de chacun » (537 a).
Pour Platon, la condition première de l'humanité, c'est l'ignorance dont il faut se départir impérativement : produit de notre éducation et de nos habitudes, elle nous rend prisonniers des apparences. Dans l'allégorie de la caverne, Platon décrit à travers la parole de Socrate cette situation d'ignorance fondamentale dans laquelle nous nous trouvons.

## Dans l'art

### Littérature, manga et bande dessinée
- Clive Staples Lewis, Le Fauteuil d'argent, tome 6 du Monde de Narnia, 1953.
- Daniel F. Galouye, Simulacron 3, 1964 (roman).
- René Barjavel, Une rose au paradis, 1981, (roman).
- José Saramago, La caverne, Paris, Le Seuil, 2000.
- José Carlos Somoza, La caverne des idées, 2003.
- Régis Jauffret, Claustria, Paris, Le Seuil, 2012.
- Le rappeur belge Damso utilise l'allégorie comme illustration de son single Œveillé réalisé par l'artiste Romain Garcin, sorti en 2020.

### Cinéma
- Caverne de Platon (La) (1986), court-métrage de Pierre Etevenon
- Passé virtuel (1999) (The Thirteenth Floor), réalisé par Josef Rusnak
- Conte philosophique (La caverne) (1998), court-métrage de Philippe Fernandez
- Matrix, série de films réalisée par le duo Wachowski[30], pour les trois premiers volets (1999-2003), puis par Lana Wachowski seule, pour le quatrième volet (2021).
- Le Monde sur le fil (1973), de Rainer Werner Fassbinder, inspiré du livre Simulacron 3.
- Dark City (1998), film de Alex Proyas.
- Allégorie citadine (2024), film d'Alice Rohrwacher et JR[33]